# Alexander Malthe

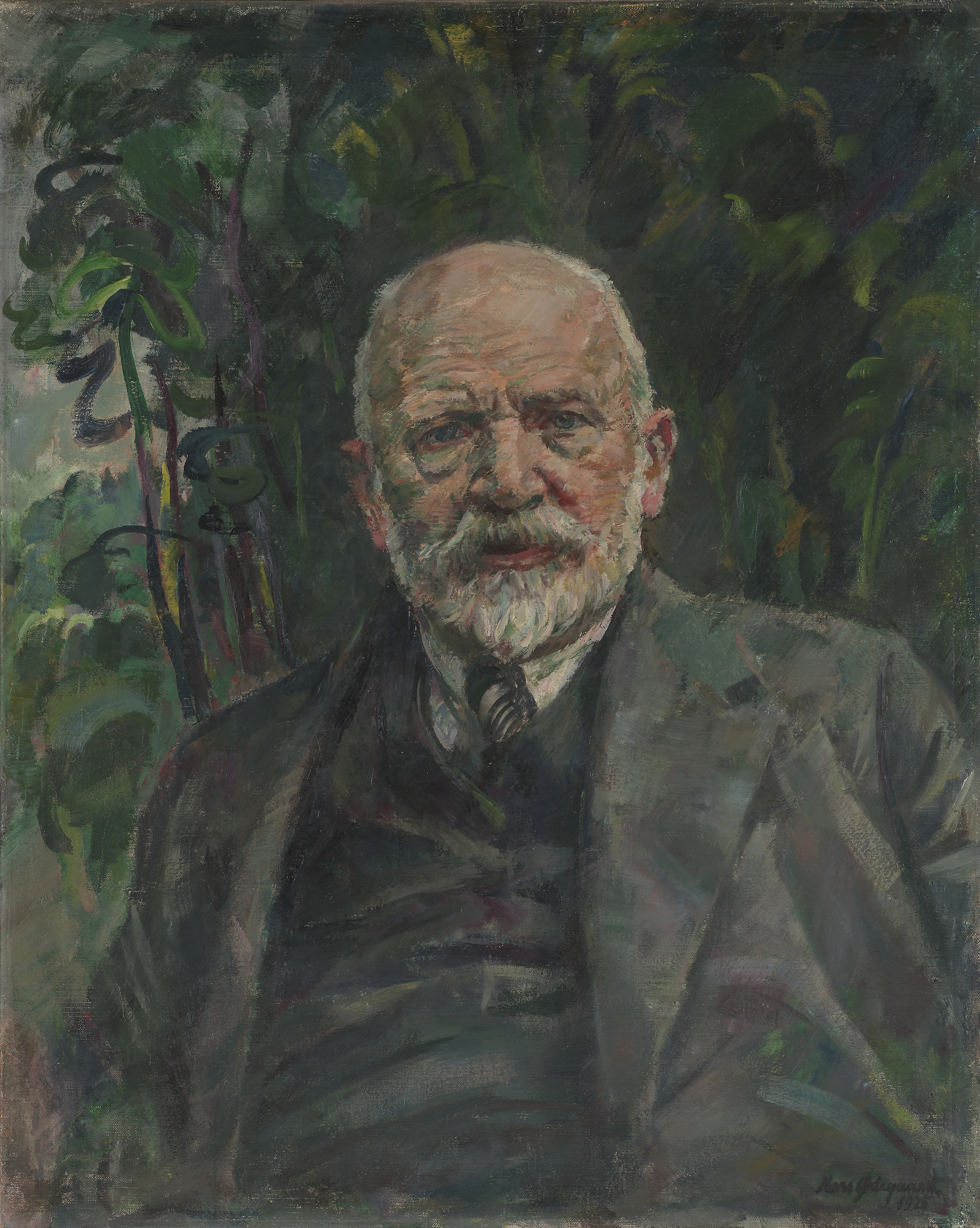
Alexander Malthe (Hans Ødegaard, 1925)

Alexander Ludvig Normann Malthe, född 23 september 1845 i Ullensaker, död 4 augusti 1928 på Hasler i Eidsvoll, var en norsk kirurg. 
Malthe tog examen 1875 och studerade främst kirurgi. År 1879 sände regeringen honom till Ryssland för att studera en böldpestepidemi. Som kirurg var han en föregångsman; han avlägsnade 1885 överkäkbenet med lokalanestesi, utförde i februari 1889, samtidigt med Frederick Treves i London, för första ett avlägsnande av en inflammerad blindtarm och gjorde i januari 1897 tvärresektion av magsäcken. Från 1900 var han tillförordnad vid den rättsmedicinska kommissionen, vid vilken han anställdes fast 1913. Hans skrifter behandlar kirurgiska och gynekologiska ämnen.
Malthe gjorde betydande donationer, avsedda att användas för begåvade yngre läkares vidareutbildning i kirurgi, gynekologi, internmedicin eller besläktade ämnen eller till belöning för framstående vetenskapligt arbete. Han donerade även till en byggnad för Det norske medicinske Selskab i Oslo, till ferievistelser för barn i Oslo och till diakonissanstalten i Oslo.